# 대한민국의 해커 그룹
대한민국의 해커 그룹은 대한민국에서 컴퓨터 보안에 뜻이 있는 해커와 보안 전문가들이 모여 컴퓨터 보안에 대한 학술과 연구 활동을 위해 결성한 대한민국의 해커 단체를 말한다. 이 단체의 형태는 주로 동호회, 대학의 동아리, 컴퓨터 통신 커뮤니티 등이 있을 수 있다.

## 해커 그룹에 대한 인식
무릇 해커라고 하면, "전산망을 공격하여 금전적인 손해를 입히는 행위를 하는 사람"으로 인식하는 대한민국 사회 전반의 풍조 때문에 대한민국의 해커들은 자유롭게 학술 및 연구 활동을 하기가 어려웠다. 하지만 최근에는 화이트 해커 운동 등의 전개로 이러한 인식이 많이 개선되었다.

## 역사
대한민국의 해커그룹의 시초는 한국과학기술원의 김창범씨가 창설한 유니콘에서 유래하였다. 2년 후 해체되었으나, 유니콘은 해커그룹 역사의 시작을 알리는 계기가 되었다. 1991년에는 한국과학기술원의 쿠스(KUS)가 창설되었다. 쿠스가 창립된 이후 포항공과대학교에 플러스(PLUS)라는 이름의 해커그룹이 생겨나면서 자연스럽게 이 두 해커그룹 간의 경쟁관계가 형성되었다.
하지만 이러한 경쟁 구도 중에서 유명한 해킹 전쟁이 발발하게 된다. 한국과학기술원의 쿠스와 포항공과대학교의 플러스는 1995년 4월 5일 새벽, 서로의 전산망을 해킹하는 것으로 전쟁을 시작하였다. 이 과정에서 포항공과대학교의 전산시스템의 파괴되었고, 당시 쿠스의 노정석씨를 비롯한 해킹 전쟁 가담자들이 입건되었다. 이 사건을 계기로 쿠스는 해체되었으며, 일반인들에게 해커에 대한 나쁜 이미지가 심어지게 되는 계기가 되었다. (이 때부터 대한민국에서 "해커그룹"이라는 단어를 사용하기 시작하였다.)
1999년 이후 해커스랩을 비롯하여 와우해커, 널루트 같은 해커그룹이 결성되었으며, 대학 동아리 형태의 해커그룹들이 우후죽순처럼 생겨났다. 2002년에는 전국 대학의 해커그룹 모임인 대학정보보호동아리연합회가 결성되었다. 이 때까지 대한민국 해커그룹은 전성기를 맞이하고 있었다. 하지만, 2003년 모 해커그룹 소속의 일부 회원이 인터넷 사이트의 개인정보를 유출한 혐의로 입건되면서 해커에 대한 부정적인 이미지가 더욱 확산되었고, 해커그룹의 활동은 크게 위축되었다.
하지만 최근에는 개인 및 그룹, 동아리 단체 등에 의해 이른바 '화이트 해커' 이미지가 널리 전개되고, 급증하는 해킹 사고에 대응하기 위해 정부의 보안 전문가 인력 양성이 필요하다는 여론이 형성됨에 따라, 코드게이트 국제해킹방어대회, KISA 해킹방어대회, S/W 취약점 찾기대회 등 컴퓨터 보안 관련 대회 및 컨퍼런스 등이 개최되면서 이러한 이미지가 많이 개선되고 있다.
이런 여론에 힘입어 2006년부터는 한국정보보호진흥원에서 대학정보보호동아리 지원사업이라는 이름으로 대학 동아리 형태로 활동하고 있는 해커그룹을 대상으로 지원사업을 재개하였다. 따라서 예전과는 달리 해커그룹들은 보다 자유로운 환경에서 대한민국 정부의 지원을 받으며 학술활동을 벌일 수 있게 되었다.

## 같이 보기
- 해커
- 해킹
- 해커스랩